# Swisscom
Swisscom es una empresa suiza de telecomunicaciones, de telefonía y de telefonía móvil y además es un proveedor de servicios de Internet.

## Historia

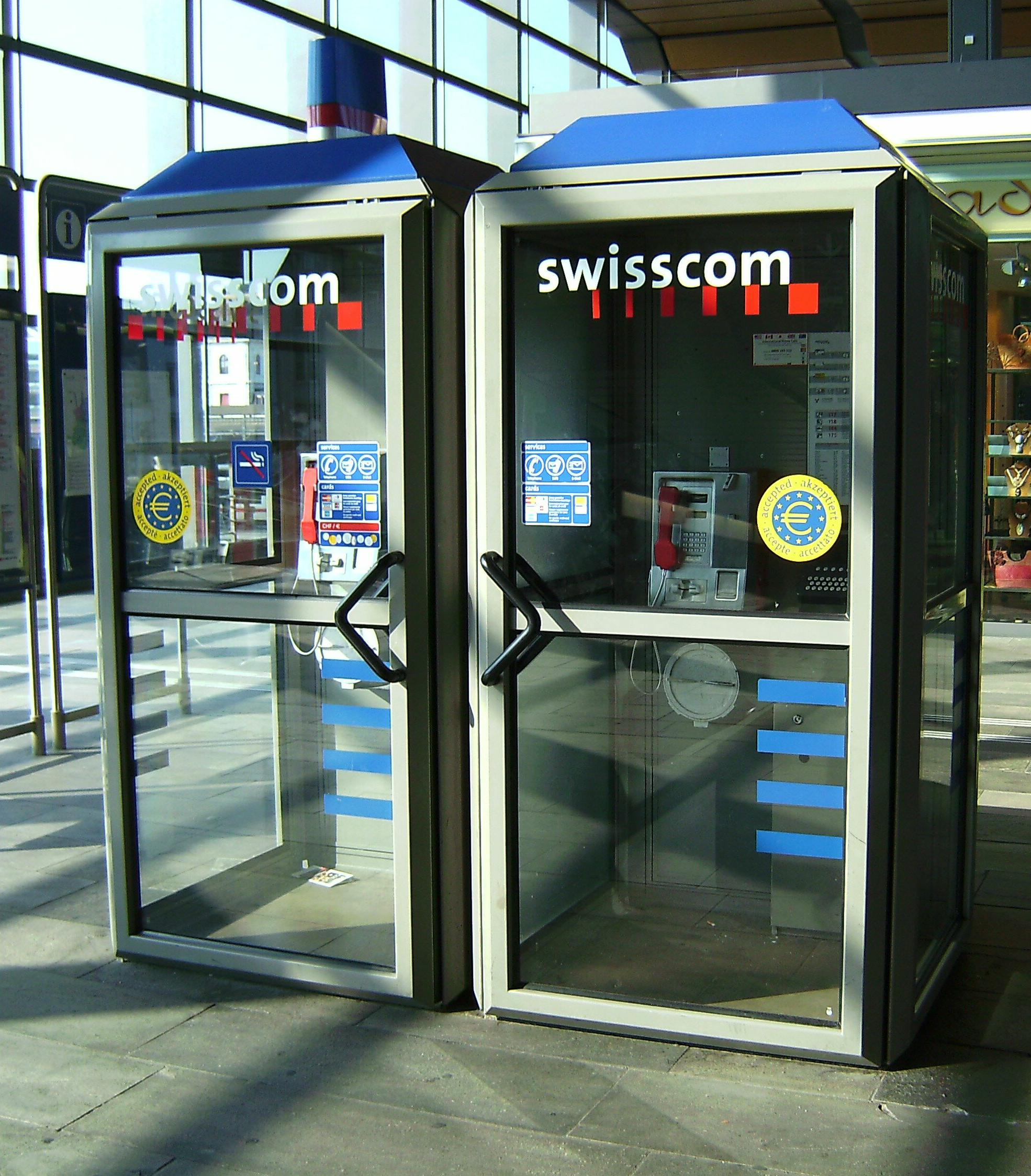
Cabinas telefónicas de Swisscom.

Logotipo de PTT, 1982-1993

El PTT antigua propiedad del Estado (Post, Telegraph, Telephone, fundada 1920) se privatizó en etapas a partir de 1988 y se convirtió en sociedad anónima con un estatuto jurídico especial en octubre de 1997. La Confederación Suiza se ocupa actualmente del 52,00% del capital social. La Ley de Sociedades de telecomunicaciones fuera de los límites de participación a 49,9% del capital social.
En su mensaje del 5 de abril de 2006, el Consejo Federal propone al Parlamento que Swisscom debe ser completamente privado y que la Confederación Suiza debería vender sus acciones por etapas. El 10 de mayo de 2006, el Consejo Nacional se negó a apoyar la propuesta. El 20 de mayo de 2006, el Comité Asesor del Consejo de Estado informó al Consejo de los Estados a aprobar la propuesta - pero solo para que pudiera ser devuelto al Consejo Federal para su revisión.
Swisscom anunció su nueva identidad visual, el 14 de diciembre de 2007. El sub-marcas anteriores de Swisscom Fixnet, Swisscom Mobile y soluciones Swisscom dejó de existir el 1 de enero de 2008. Parte de la nueva identidad incluye un logo rediseñado con un elemento de imagen en movimiento, una innovación en Suiza y en la industria.

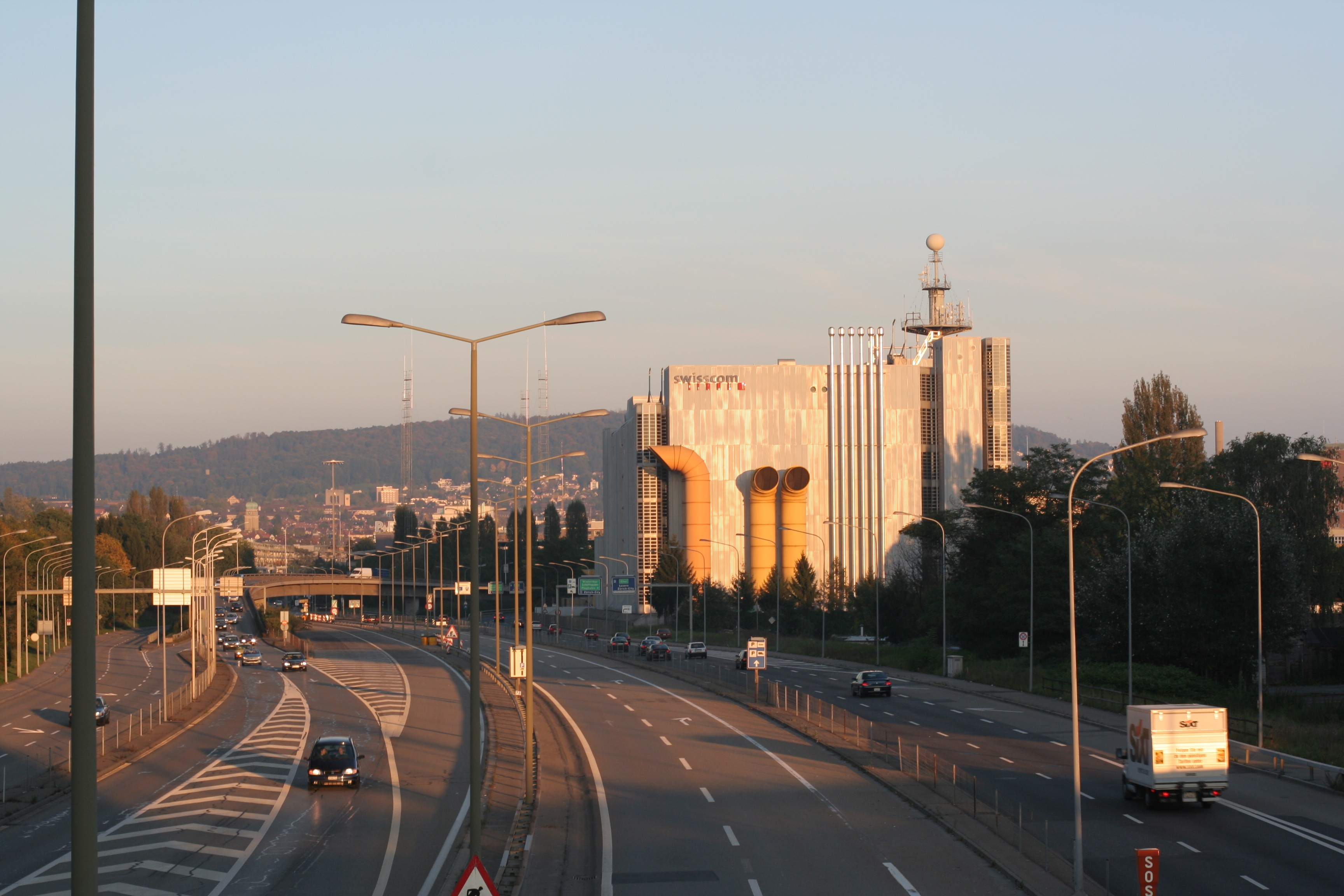
Centro de telecomunicaciones Swisscom Herdern Zúrich por los principales arquitectos Theo Hotz

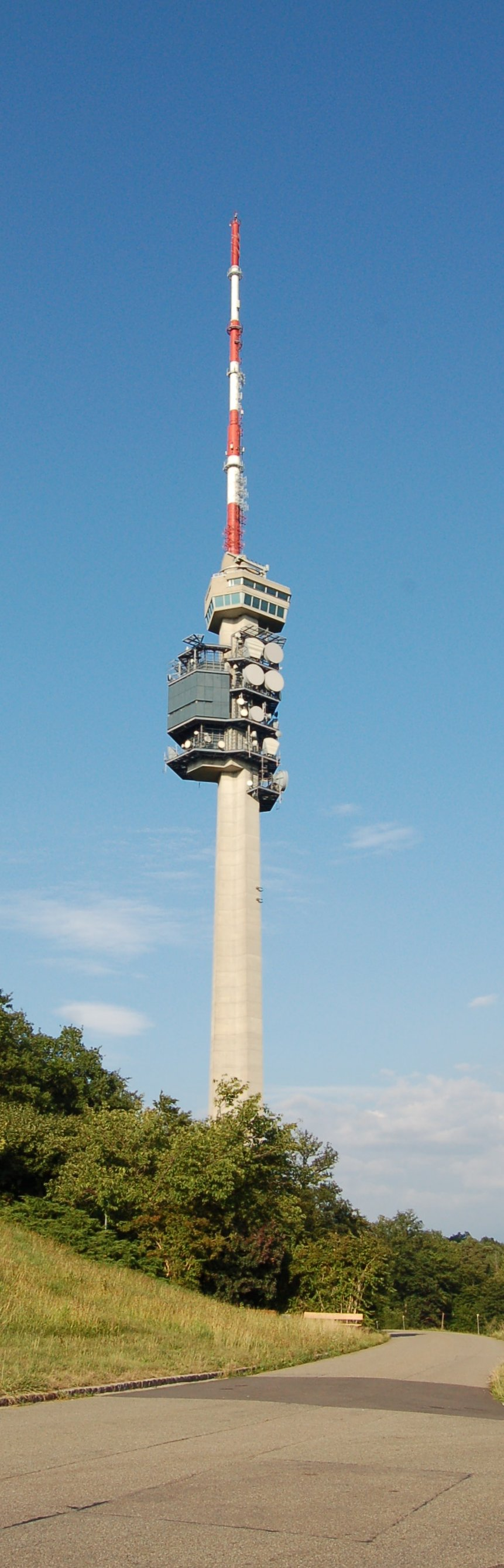
La Torre de Telecomunicaciones de San Chrischona es el principal transmisor de Swisscom Broadcast AG en el noroeste de Suiza.

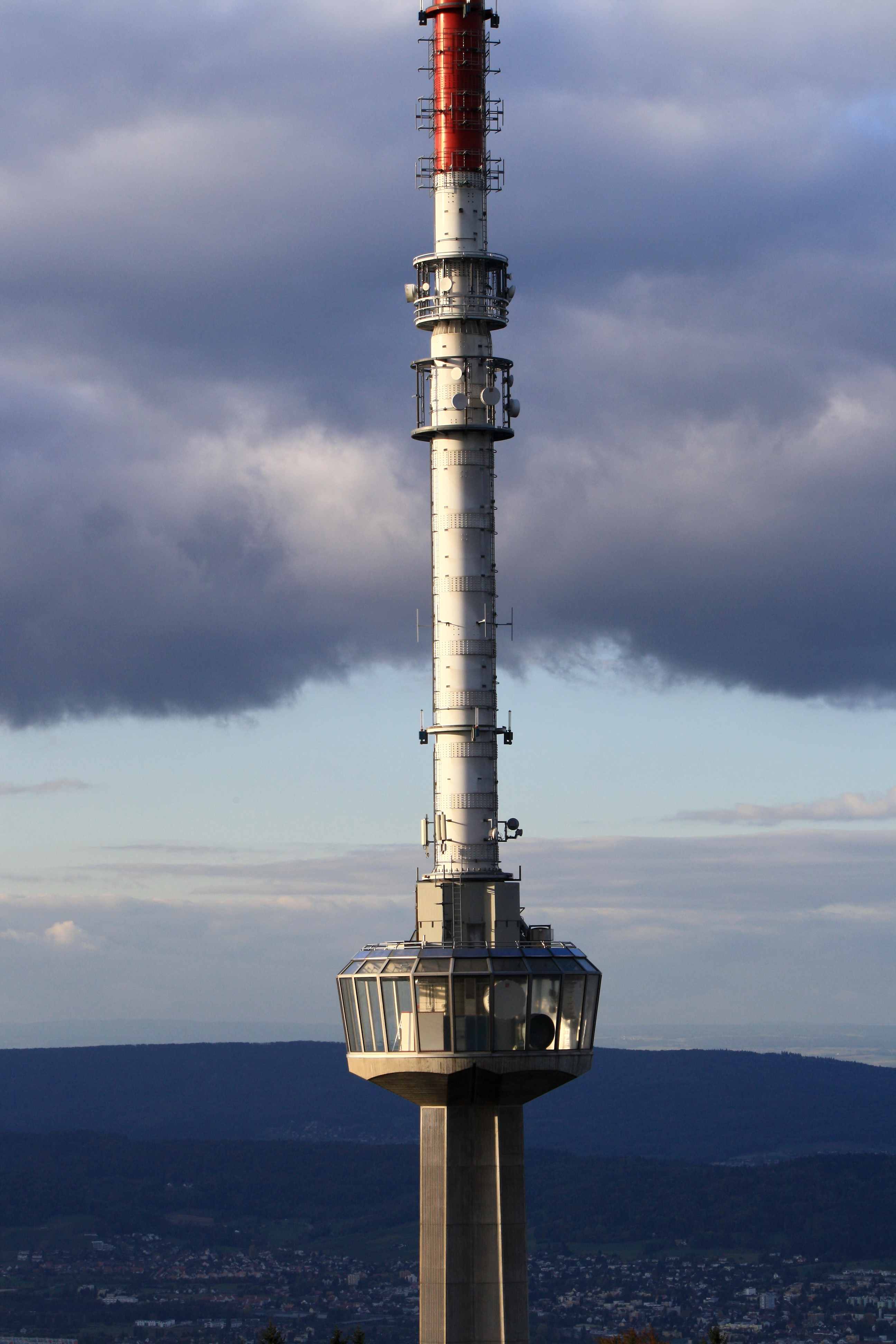
Swisscom torre en Zúrich, antigua sede de la AG Bluewin.